# Nettinne
Nettinne is een plaats en deelgemeente van de Belgische gemeente Somme-Leuze.
Nettinne ligt in de provincie Namen en was tot 1 januari 1977 een zelfstandige gemeente.

## Demografische ontwikkeling
- Bronnen:NIS, Opm:1831 tot en met 1970=volkstellingen, 1976= inwoneraantal op 31 december

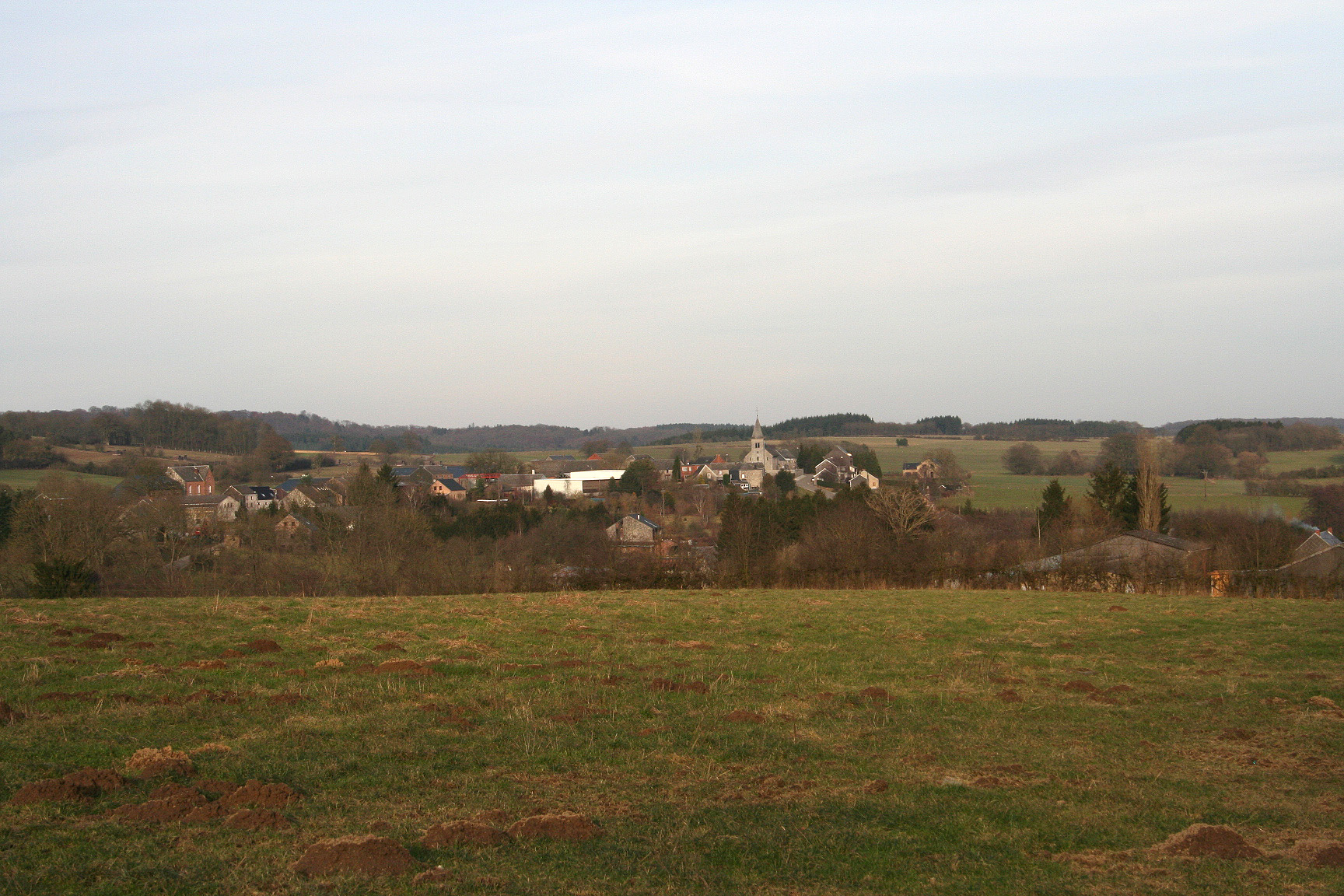
Panorama

Deelgemeenten: Baillonville · Bonsin · Heure-en-Famenne · Hogne · Nettinne · Noiseux · Sinsin · Somme-Leuze · Waillet

Overige dorpen: Chardeneux · Fourneau · Mehogne · Moressée · Rabosée · Sinsin-Grande · Sinsin-Petite · Somal

Belgische gemeenten · arrondissement Dinant · provincie Namen · Wallonië